# 冷酸灵

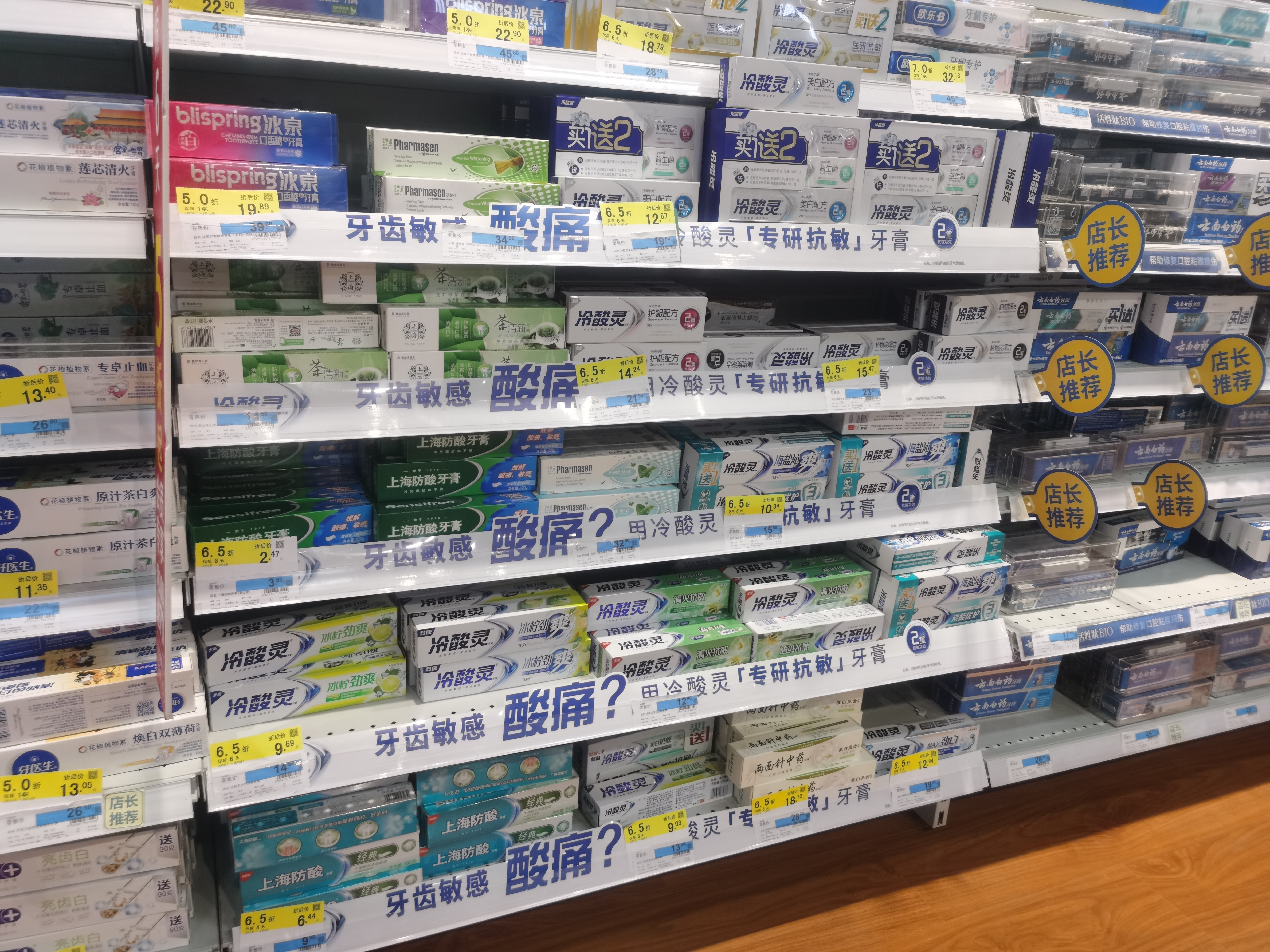
超市货架上的冷酸灵牙膏

冷酸灵，又称冷酸灵牙膏，是中华人民共和国重庆市的一款牙膏品牌、中国驰名商标。

## 历史
1956年，中华炼油厂、中华制皂厂、重庆大来制皂厂、重庆大成制皂厂合营重组，当时生产黑猫肥皂和牙粉。1957年，生产名为“东风”牌和“巨龙”牌皂型牙膏。1964年，中华人民共和国轻工业部批准，重庆牙膏厂成为西南地区首家专业牙膏生产企业。1966年，公司与重庆市口腔科医院联合研制，首创并生产“四新牌”四新防龋牙膏。1987年开发了“素美”牌冷酸灵脱敏牙膏。1990年，公司引进意大利、瑞典等地生产线，并于同年获“国家二级管理先进企业”称号。1994年，推出采用全塑复合材料包装的高级冷酸灵牙膏。1997年，随着当时中国各地出现投资热潮，企业试水“曙光银河计划”，生产微波消毒柜等，但均未能成功。2001年12月，牙膏厂为主发起人，联合重庆百货大楼股份有限公司等四家，发起设立重庆登康口腔护理用品股份有限公司。2002年2月8日，“冷酸灵”牙膏由中华人民共和国国家工商行政管理总局认定为中国驰名商标。
2023年4月10日，冷酸灵品牌持有人登康口腔（深交所：001328）在深圳证券交易所上市，同时成为首批10家实施主板注册制的上市公司之一。

## 文化
2000年，当时的重庆牙膏厂赞助重庆市篮球队，以“冷酸灵”为冠名。之后公司出资1000万元，买断重庆围棋队2006年至2010年的中国围棋甲级联赛冠名权。